# Келлі Престон
Келлі Камалелехуа Сміт (англ. Kelly Kamalelehua Smith), відома як Келлі Престон (англ. Kelly Preston, нар. 13 жовтня 1962, Гонолулу, Гавайські острови, США — 12 липня 2020, Х'юстон, Техас) — американська акторка і фотомодель.

## Життєпис
Народилася 13 жовтня 1962 року в Гонолулу (Гавайські острови, США).
Її батько, який працював у сільськогосподарській фірмі, потонув, коли Келлі було 3 роки; мати Лінда працювала адміністраторкою в центрі психічного здоров'я, пізніше одружилася з Пітером Пелзісом, який удочерив Келлі. Під прізвищем вітчима Келлі була відома на початку кар'єри. Келлі має єдиноутробного молодшого брата Кріса Пелзіса.
На американському континенті вперше знялася в ролі дочки полковника для телесеріалу «В ім'я любові і честі» (1983). У своїх подальших роботах «Хуліганство» (1985) і «Таємний шанувальник» (1985) освоїла амплуа комедійної акторки, а в наступній роботі «52 Pick Up» (1986) проявила мелодраматичний талант.
Великий успіх принесла участь у фільмі «Близнюки» (1988), де працювала з Денні Де Віто і Арнольдом Шварценеггером. Саме ця роль, попри її незначність, відкрила Келлі Престон дорогу у Голлівуд.
Одна з головних ролей у фільмі «Американський годинник» (1993), який знімався для кабельного телебачення, поставила Престон в ряд найбільш популярних молодих акторок.
У 2004 році Келлі Престон знялася в кліпі на пісню She Will Be Loved групи Maroon 5.
Престон була одружена з актором Кевіном Гейджем з 1985 року до розлучення в 1987. Мала стосунки з Джорджем Клуні наприкінці 1980-х. У 1990 році ненадовго заручилася з Чарлі Шином, але закінчила стосунки після того, як він нібито вистрілив їй у руку.

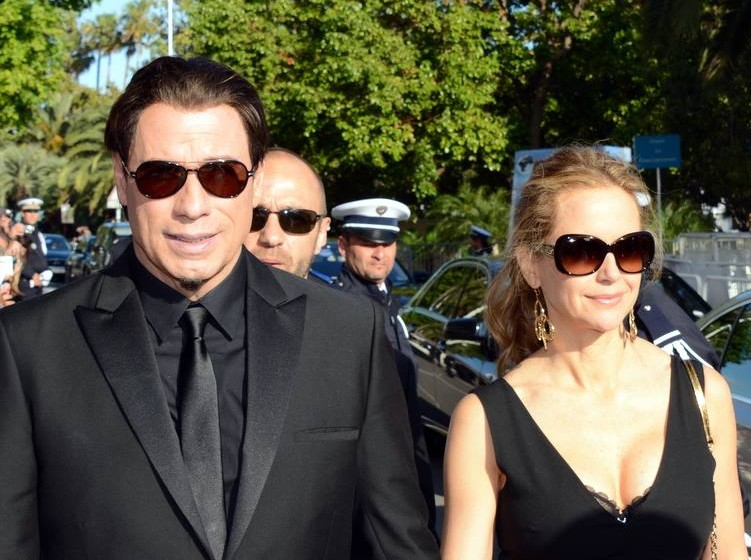
Келлі Престон з Джоном Траволтою на Каннському кінофестивалі, 2014

В 1989 на зйомках фільму «Експерти» зустріла актора Джона Траволту. 12 вересня 1991 року одружилася з ним. Спочатку планувалося, що 5 вересня 1991 французький священник проведе вінчання за обрядами саєнтології (яку обоє сповідують), але церемонія не відбулася. Повторно церемонія пройшла через тиждень 12 вересня в місті Дейтона-Біч, штат Флорида. У шлюбі народила трьох дітей: син Джетт Траволта (13.04.92 — 02.01.09, помер через наслідки перенесеного в дитинстві синдрому Кавасакі), дочка Елла Блю Траволта (03.04.2000) та син Бенжамін Гантер Кале Траволта (23.11.2010). Цей шлюб посприяв всесвітній славі Престон.
Келлі Престон померла 12 липня 2020 року в Х'юстоні, Техас, у віці 57 років від раку молочної залози, який їй діагностували двома роками раніше.

## Фільмографія
- 1983 — Металевий шторм: Крах Джаред-Сіна / Metalstorm: The Destruction of Jared-Syn — Діана
- 1983 — Христина / Christine — Розанна
- 1983 — В ім'я любові й честі / For love and honor
- 1983 — За десять хвилин до опівночі / 10 to Midnight
- 1985 — Таємний шанувальник / Secret Admirer
- 1985 — Шалапут / Mischief
- 1986 — Знахідка 52 /52 Pick-Up — Сіні Фрейзер, коханка Гаррі
- 1986 — Пікнік в космосі / SpaceCamp
- 1987 — Любов в небезпеці / Love at Stake
- 1988 — Тигрина історія / Tiger's Tale
- 1988 — Служителі диявола / Spellbinder — Міранда Рід
- 1988 — Близнюки / Twins — Марні Мейсон
- 1989 — Експерти / Experts
- 1990 — Байки зі склепу / Tales from the Crypt (серія «The Switch») — Лінда
- 1991 — Біжи / Run — Карен Лендерс
- 1991 — Прекрасна наречена / The Perfect Bride
- 1992 — Тільки ти / Only You — Аманда Г'юз
- 1993 — Американські годинник / American Clock
- 1994 — Воїн племені шаєнів / Cheyenne Warrior — Ребекка Карвер
- 1994 — Любов — це зброя / Love Is a Gun
- 1994 — Подвійний перетин / Double Cross
- 1995 — В очікуванні видиху / Waiting to Exhale
- 1995 — Місіс Манк / Mrs. Munck
- 1995 — Маленькі сюрпризи / Little Surprises
- 1996 — Джеррі Магуайер / Jerry Maguire — Ейвері Бішоп
- 1996 — Від заходу до світанку / From Dusk Till Dawn — Келлі
- 1996 — Кров, що зареклася / Curdled — Келлі Хог
- 1996 — Громадянка Рут / Citizen Ruth
- 1997 — Нічого втрачати / Nothing To Lose — Енн Бім
- 1997 — Дурман кохання / Addicted to Love — Лінда
- 1998 — Джек Фрост / Jack Frost
- 1998 — Святенник / Holy Man — Кейт Ньюелл
- 1999 — Заради любові до гри / For Love of the Game
- 2000 — Поле битви: Земля / Battlefield Earth
- 2001 — Папаша та інші / Daddy and Them
- 2003 — Кіт / Cat in the Hat — Джоан Волден
- 2003 — Чого хоче дівчина / What a Girl Wants — Ліббі Рейнольдс, мати Дафни
- 2003 — Вид зверху краще / View from the Top — Шері
- 2004 — Повернути відправнику / Return to Sender — Сьюзен Кеннан
- 2004 — Божевільні похорони / Eulogy — Люсі Коллінз
- 2005 — Вищий пілотаж / Sky High — Джозі Стронгхолд / «Стріла»
- 2006 — Зруйновані мости / Broken Bridges
- 2007 — Смертний вирок / Death Sentence — Гелен
- 2009 — Так собі канікули / Old Dogs — Вікі, подруга Дена
- 2010 — Остання пісня / The Last Song — Кім Міллер
- 2010 — Казино Джек / Casino Jack — Пем Абрамофф
- 2017 — Кодекс Готті / Gotti — Вероніка Готті